# Comunicació asíncrona

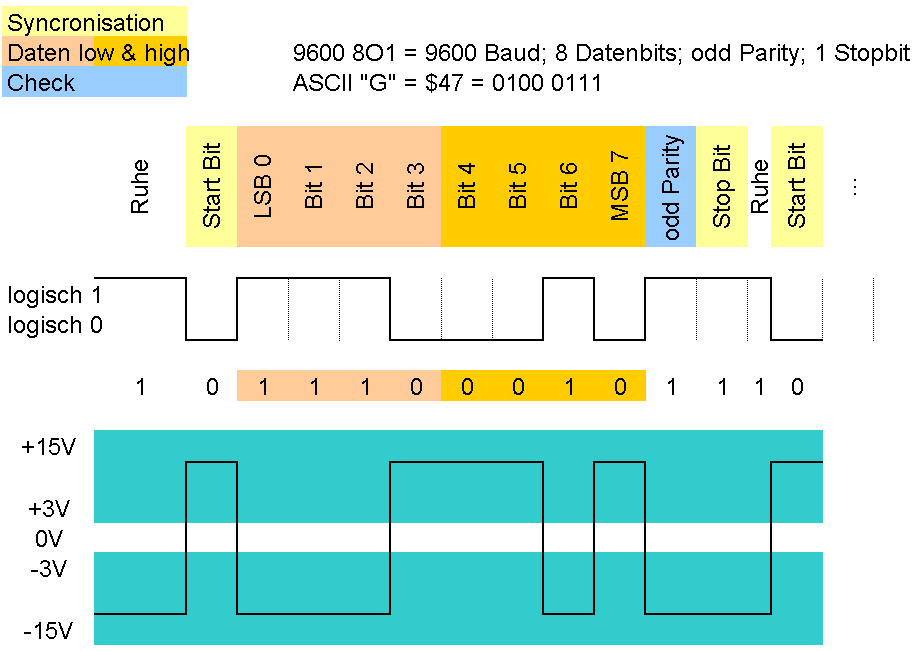
Fig.1 Senyal asíncron que correspon al protocol sèrie RS-232

Comunicació asíncrona, en telecomunicacions, és una transmissió de dades en la qual no s'envia cap senyal rellotge de referència, i la informació de sincronisme està implícita en les mateixes dades.

## Asincronisme de capa física
En el model OSI, la capa física correspon als circuits integrats. El sincronisme implícit en les dades s'aconsegueix amb la inserció d'un bit d'inici o start bit al començament de cada byte (veure Fig.1)

## Asincronisme de la capa d'enllaç
En el model OSI, la capa d'enllaç (MAC) correspon als algoritmes del programari de baix nivell com per exemple el mode de transferència asíncrona (ATM) Asynchronous Transfer Mode. En aquest mode els blocs de dades transferits s'anomenen paquets de dades. Aquests paquest són encapsulats amb una seqüència especial de bits que s'anomenen bits de sincronisme.

## Asincronisme de capa d'aplicació
En el model OSI, la capa d'aplicació correspon als algoritmes del programari d'alt nivell. Es pot fer esment dels protocols d'email i visualització de pàgines web, on hi ha un inici i final de l'operació. La comunicació contrària, síncrona, seria una reproducció en temps real o streaming d'àudio/vídeo.